# Javier Bolado
Javier Bolado Ortiz (Valencia, 14 de marzo de 1980) es un escritor e ilustrador español de literatura fantástica.
Se inició en el mundo del manga creando Myth Wars a los diecisiete años. su primer cómic. Más tarde publicó Evan SD y Two Sides. Ha colaborado con revistas de cómics y de videojuegos, ya sea como articulista o como redactor jefe. Además, en los dos últimos años ha trabajado para Imaginary Friends Studio en Asia y Upperdeck en Estados Unidos. Todo ello compaginado con sus estudios en la facultad San Carlos de Bellas Artes en la Universidad Politécnica de Valencia.

## Obras

### Cómic
1. Myth Wars. Ediciones Berserker, 1998.
2. Evan SD. Ediciones Berserker, 1999.
3. Evan SD Death&Rebirth. Ediciones Berserker, 2000.
4. Two Sides (con Ken Niimura). Epicentro Ediciones, 2001.
5. Valentia. Norma Editorial, 2012

### Ilustración
1. Japónes en Viñetas 2. Norma Editorial, 2006.
2. Kanji en Viñetas 2. Norma Editorial, 2008.
3. Epic PVP. Funto11 - Alderac, 2015
4. El romance de la vía láctea. Chidori Books - 2016.

### Novela
Eraide
1. La Canción de la Princesa Oscura. TimunMas Planeta, 2007.
  1. Reedición. Ediciones Babylon, 2015

2. El Anhelo del Destino. TimunMas Planeta, 2008.
3. La Guerra sin Nombre. Ediciones Babylon, 2016.

### Videojuegos
1. Hentai Panic. SyrenSoft, 2002. ilustrador (PC)
2. Anima, Gate of Memories. Anima Project - Badlands, 2016. 2D&Character designer (PS4, XBOX, Switch)
3. Anima, The Nameless Chronicles. Anima Project - Badlands, 2018. 2D&Character designer (PS4, XBOX, Switch)
4. ChanPrin Galeyka, EBabylonGames, 2018. Productor (iOS, Android)